# Marion Nicoll
Marion Florence Nicoll  (* 11. April 1909 in Calgary, Alberta, Kanada; † 6. März 1985 ebenda) war eine kanadische Malerin und Hochschullehrerin.  Sie war eine der ersten abstrakten Künstlerinnen in Alberta und die erste Dozentin am Provincial Institute of Technology and Art. 1977 wurde sie Mitglied der Royal Canadian Academy of Arts.

## Leben und Werk
Nicoll war die Tochter von Robert Mackay und Florence Gingras, die irischer und französischer Abstammung war. Nicolls Großeltern väterlicherseits besaßen Ende der 1880er Jahre einen Sandsteinbruch, nachdem sie aus Schottland nach Fort Calgary ausgewandert waren. Viele historische Gebäude in der Innenstadt von Calgary wurden aus Steinen aus dem Steinbruch der Familie errichtet.

## Ausbildung zur Landschaftsmalerin  und Tätigkeit am Provincial Institute of Technology and Art
In der High School nahm Nicoll von 1925 bis 1926 an außerschulischen Malkursen am St. Joseph’s Convent in Red Deer, Alberta teil. Von 1927 bis 1929 studierte sie am Ontario College of Art in Toronto und profitierte von der Anleitung der Group-of-Seven-Mitglieder Arthur Lismer, J.E.H. MacDonald und Franz Johnston. Krankheitsbedingt konnte sie ihr Studium nicht abschließen und studierte anschließend bei Alfred Crocker Leighton am Provincial Institute of Technology and Art und an der Sommerschule, heute bekannt als Banff Centre for Arts and Creativity. Unter Leightons Anleitung verbrachte Nicoll die erste Phase ihrer Kunstkarriere als Landschaftsmalerin.
Nach Abschluss ihres Kunststudiums 1932 nahm sie eine Lehrstelle für Handwerk und Design am Provincial Institute of Technology and Art (PITA) an. 1935 schloss sie sich den Women Sketch Hunters of Alberta an, einem Kollektiv von etwa zehn Frauen, zu denen Annora Brown und Ella May Walker gehörten. Seit ihrer Ernennung zur Ausbilderin an der PITA 1935 unterrichtete sie Design und Kunsthandwerk, Fächer, in denen sie nur eine begrenzte formale Ausbildung hatte.
Von 1937 bis 1938 studierte sie daher an der Central School of Art and Design in London, die 1986 ein konstituierendes College der University of the Arts London wurde. Sie erwarb dort Kenntnisse in dekorativer Kunst und Kunstgeschichte. Zu den dortigen Lehrkräften gehörten der Maler und Textildesigner Bernard Adeney, der Druckgraphiker Sir Sydney Carlyle Cockerell, die Töpferin und Textilkünstlerin Dora Billington und Duncan Grant. Als sie 1938 an die PITA zurückkehrte, erweiterte sie das Handwerksprogramm um Batik, Blockdruck und Siebdruck.

## Abstrakte Malerei
Nicoll gab ihre Lehrtätigkeit 1940 erneut auf, als sie den Ingenieur Jim Nicoll heiratete. In den nächsten drei  Jahren zog sie aufgrund seiner Tätigkeit bei der Royal Canadian Air Force sechzehn Mal um. Als sie mit ihrem Ehemann wieder nach Calgary zog, engagierte sie die Banff School of Fine Arts als Lehrerin für die Sommermonate. Hier traf sie Jock Macdonald, der als Leiter der Kunstabteilung der PITA eingestellt worden war und sie in den Automatismus einführte.
Nicoll war ab 1947 wieder Ausbilderin bei der PITA. Diese Position war für ihre Arbeit in den 1950er Jahren von zentraler Bedeutung, da sie durch sie bekannt wurde. Sie gab Kurse in Design, Druckgrafik, Textilkunst, Lederverarbeitung und Schmuckherstellung.
Die Zeichentechnik des Automatismus ließ sie von dem Stil abweichen, den sie von Leighton gelernt hatte. Nicolls Kunst entwickelte sich dann von der Landschaftsmalerei zu einem ausgeprägten Stil der klassischen Abstraktion. Nachdem sie 1957 bei Wil Barnet den Emma Lake Artist’s Workshop besucht hatte, wandte sie sich der Hard-Edge-Abstraktion zu. Sie ließ sich von ihrer Lehrtätigkeit beurlauben und reiste nach New York City, um bei Barnet an der Art Students League of New York zu studieren.
Mit der Unterstützung eines Canada Council Grant reiste sie 1959 nach Europa und kehrte in den 1960er Jahren nach Calgary zurück. Sie unterrichtete bis 1966 Design und Kunsthandwerk am Provincial Institute of Technology and Art.
Nicoll schuf vor 1959 nur sehr wenige Werke in Öl. Als Landschaftsmalerin war sie im Aquarellieren und im Anfertigen von Ölskizzen auf kleinen Tafeln ausgebildet. Sie fertigte von 1946 bis Ende der 1970er Jahre Zeichnungen und Aquarelle im Stil des Automatismus an. Sie experimentierte mit vielen Drucktechniken, darunter Holzschnitt und Tondrucken. Wahrscheinlich war sie die erste Künstlerin, die mit dem Apple-Computer arbeitete (mit dem Programm MacPaint), um Drucke in limitierter Auflage herzustellen.
Nicoll war Mitglied der Royal Canadian Academy of Arts, der Calgary-Group, des Print and Drawing Council of Canada und der Alberta Society of Artists. Sie nahm 1963, 1965 und 1968 als einzige Künstlerin aus Alberta an den Biennale-Ausstellungen kanadischer Malerei der National Gallery of Canada teil.
Nicolls Arbeiten befinden sich unter anderem in den Sammlungen der Alberta Foundation for the Arts, der Art Gallery of Alberta, des Glenbow Museum, der National Gallery of Canada und der McMichael Canadian Art Collection.

## Auszeichnungen und Ehrungen (Auswahl)
- 1958: Stipendium des Canada Council
- 1966: Senior Fellowship
- Alberta Achievement Award of Excellence
- eine Galerie am Alberta College of Art and Design ist nach ihr benannt

## Einzelausstellungen (Auswahl)
Sie veranstaltete mehrere Einzelausstellungen, unter anderem am Alberta College of Art (1959), im Rathaus von Bowness, Alberta (1960–1965), im Studio 61 in Edmonton (1961), in Focus in Edmonton (1962, 1963, 1964), in der Upstairs Gallery in Toronto (1963), in der Yellow Door Gallery in Winnipeg (1964).